# Национальный музей футбола
Национальный музей футбола (англ. National Football Museum) — музей, созданный для сохранения и демонстрации ряда важных коллекций памятных экспонатов футбола.

## История
Музей был основан в 2001 году Кевином Муром. Первое месторасположение музея находилось рядом со стадионом «Дипдейл» (Престон, Ланкашир). Это интересно, поскольку «Дипдейл» является старейшим в мире, непрерывно используемым футбольным стадионом. 
Президентом музея является обладатель Кубка мира сэр Бобби Чарльтон.
В 2003 году музей и Университет Центрального Ланкашира (University of Central Lancashire) создали Международный футбольный институт, для проведения исследований в исторических, социальных и культурных аспектах футбола.
Национальный музей футбола достоин моего восхищения как футболиста и как президента ФИФА, превосходная реализация, настоящая жемчужина!Зепп Блаттер
Каждый раз, когда я посещаю музей, меня переполняют впечатления большой работы, это происходит в результате нашей богатой истории футбольной жизни.сэр Алекс Фергюсон
 Музей получил титул «Большая достопримечательность года» в 2005 году по инициативе Tourism Awards.
В декабре 2008 года председатель Футбольной лиги Англии, Брайан Мовинни спровоцировал конфликт, когда заявил, что музей должен быть перемещён из Престона на стадион Уэмбли, чтобы привлечь больше посетителей. Основатель, Кевин Мур, ответил, что многие бы обрадовались этой инициативе, но заявил, что политика попечителя направлена на то, чтобы иметь свою штаб-квартиру в Престоне.
Несмотря на хорошие отзывы критиков и привлечение 100 000 посетителей в год, неоднократно возникал вопрос финансирования. В 2007 году он имел доход в размере почти 800 тысяч фунтов и убыток 1,2 миллиона.
Попечители были обеспокоены дальнейшим будущим музея, в 2009 году они предложили «Манчестер Сити» перенести музей. Городской совет предложил финансовый пакет стоимостью 2 миллиона фунтов стерлингов в год для музея, если он переедет в Манчестер. Несмотря на улучшение предложения до £ 400 000 в год от Престона и Ланкашира, совет попечителей проголосовал за перемещение музея в выставочный центр «Урбис» в Манчестере.
Предполагалось, что при условии удовлетворительного финансирования филиал в Престоне будет оставаться открытым в качестве дополнительного центра. Тем не менее, в музее не смогли договориться о финансовом пакете с Советом графства Ланкашир, и филиал был закрыт для публики в конце апреля 2010 года; однако, с 2012 года филиал Престона используется в качестве исследовательского центра и хранилища.
«Урбис» был закрыт в феврале 2010 года, в рамках подготовки к предстоящему открытию нового Национального музея футбола в летний период 2011 года.
Он открылся в Манчестере 6 июля 2012 года. 
Есть надежда, что новый музей позволит привлечь 350 000 посетителей в год. В августе 2012 года было объявлено, что за первые шесть недель с момента открытия музей посетили 100 000 человек. К концу апреля 2013 года музей достиг желанной отметки в 350 000 посетителей, а к 2017 году пересёк рубеж в полмиллиона. С января 2019 года музей стал платным, оставшись при этом бесплатным для жителей Манчестера.

## Экспозиция

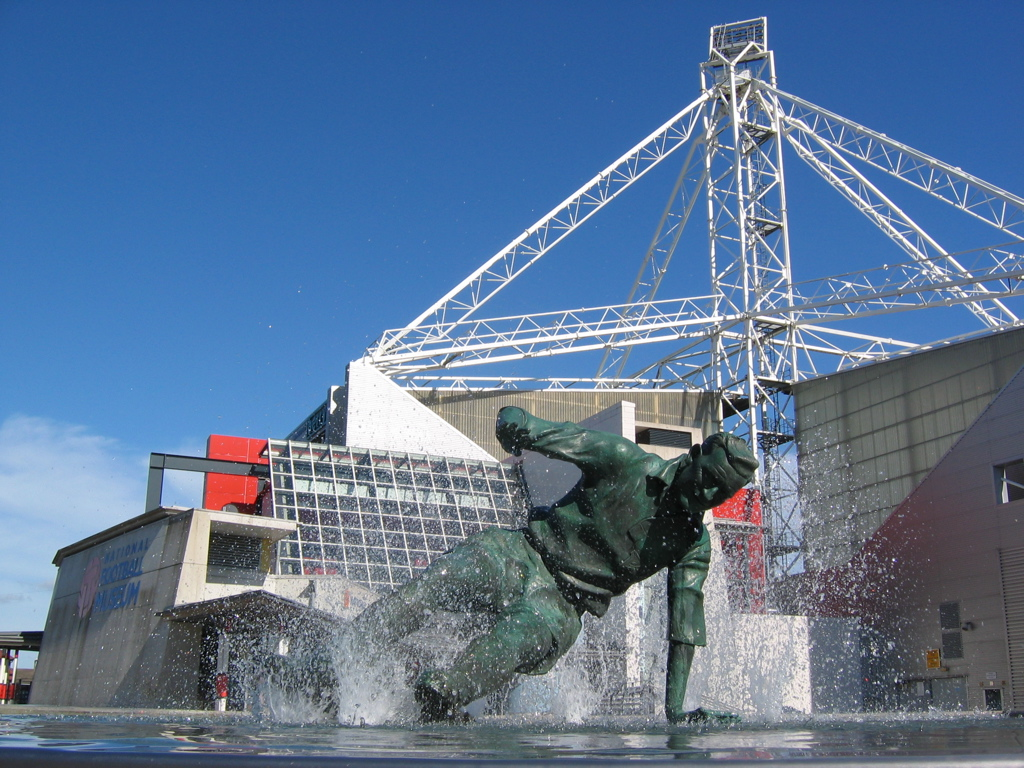
Статуя Тома Финни при входе в музей

В залах музея есть восковые фигуры знаменитых игроков, 
в нём также котором показывают пятнадцатиминутные фильмы о выдающихся матчах прошлого. 
Специальная выставка «Спасённые для нации: история Кубка Англии», которая была запущена в мае 2006 года и демонстрирует старейший трофей Кубка Англии, используемый для награждения победителей между 1896 и 1910 годами. Она гастролировала по Ньюкаслу, а с июня 2007 года была в музее «Майлстоун» в графстве Хэмпшир.
Многие экспонаты музея отданы в аренду по всей Великобритании, некоторые экспонаты были арендованы выставками в Германии, Португалии, Швейцарии и Бельгии. 
Музей поддерживает партнёрские отношения с УЕФА, чтобы создать Юбилейную выставку УЕФА, которая открылась в Европейском парламенте в Брюсселе, до переезда в Национальный музей футбола. Музей также работает с УЕФА, чтобы создать первую в мире выставку, посвящённую женскому футболу, в частности, Чемпионату Европы 2005 среди женщин. 
Чтобы раскрыть тему Чемпионата мира 2006 в Германии, музей сотрудничал с партнерами по разработке выставки из Гонконга и Германии.
В музее есть программы для временных выставок, таких как очередная специальная выставка под названием «Один за всех: все за одного», которая проходила с 3 марта по 3 июня 2007 года. Эта фотовыставка освещала работы Филиппа Колвина; Фил задокументировал опыт инвалида, фаната «Кристал Пэлас», Самуэля Берча, как он путешествовал по стране, чтобы поддержать свою команду. На фотографиях показаны проблемы и препятствия, которые преодолевал Самуэль, чтобы попасть на футбольный матч, и как он это делал. На снимках также показана поддержка, которую он получал от других болельщиков. Фотографии проекта Фила показывают то, что может быть достигнуто путём оказания помощи в трудные минуты, и он надеется, что это будет поощрять других инвалидов становиться активнее и ощущать себя полноправными членами общества.
Выставка является частью музейной программы «Футбол для всех». Программа «Футбол для всех» направлена на признание вклада людей с ограниченными возможностями в футбол в рамках программы выставки и семинаров, она проходила в музее с марта по июнь 2007 года.